# Эпоха палеометалла
Палеометаллическая эпоха (также просто палеометалл) — термин для ранних периодов использования металлов в культуре (охватывающий энеолит/медный век и бронзовый век), предложенный в начале XX века В. А. Городцовым. Такая характеризация удобна для описания ситуаций, когда развитие цивилизаций в географическом регионе отклоняется от стандартной последовательности «каменный век — бронзовый век — железный век» (например, может выпадать энеолит, бронза и железо иногда появляются одновременно). С той же целью используется также близкий термин «эпоха раннего металла», которая включает энеолит, эпоху бронзы и начало раннего железного века.
Термин используется, когда в культуре применяется металл, даже в очень небольшой степени.